# Samandin-Bilbalgo
Ne doit pas être confondu avec Samandin-Peulh.
Samandin-Bilbalgo est une localité du située dans le département de Saaba de la province du Kadiogo dans la région Centre au Burkina Faso. En 2006, cette localité comptait 311 habitants dont 47 % de femmes.